# Louise Meijer
Louise Elsa Christine Meijer (14 de agosto de 1990) es una jurista y política sueca, afiliada al Partido Moderado. Desde 2018 se desempeña como miembro del Riksdag por el distrito electoral del sur del condado de Escania.

## Educación
Meijer se graduó en derecho en la Universidad de Lund en 2014. En 2016, fundó el Premio de la Justicia, un premio a la igualdad de género en los bufetes de abogados comerciales. En 2017, Meijer fue nombrada Abogada del Año.

## Trayectoria política
Meijer fue presidente de distrito de MUF Escania entre los años 2012 y 2014, y primer vicepresidente de la Asociación de Jóvenes Moderados entre 2014 y 2016.
En las elecciones parlamentarias de 2018, resultó electa para ocupar un escaño en el Riksdag.

## Resultados electorales

### Elecciones parlamentarias
| Año  | Circunscripción            | Votos  | Porcentaje      | +/- | Parlamentarios | +/- | Resultado |
| ---- | -------------------------- | ------ | --------------- | --- | -------------- | --- | --------- |
| 2018 | Sur del condado de Escania | 58.819 | \| \| 24.0 % \| | 4.1 | 3/14           | 1   | Electa    |
|      | 24.0 %                     |        |                 |     |                |     |           |